# Djamel Mesbah
Djamel Eddine Mesbah, född 9 oktober 1984 i Zighoud Youcef-provinsen i Constantine, är en algerisk fotbollsspelare.
Mesbah var en del av Algeriets landslag i VM i Sydafrika 2010 och VM i Brasilien 2014 samt i Afrikanska mästerskapet 2013, 2015 och 2017.